# 자바이칼스크
자바이칼스크(러시아어: Забайкальск)는 러시아 자바이칼 지방에 위치한 도시로 인구는 13,445명(2021년 기준)이다. 중화인민공화국 국경과 접하며 도시 반대편에는 중화인민공화국 만저우리 시가 위치한다.
1904년 동청 철도 라지예트 86(Razyezd 86, 대피선 86호) 역이 들어서면서 신설되었다. 1929년 중화민국과 소련 간의 국경 분쟁 이후에 러시아어로 "격퇴하다"를 뜻하는 오트포르(Otpor)로 바뀌었다. 1958년 중화인민공화국의 요청에 따라 "자바이칼 지방에 위치한 도시"라는 뜻을 가진 자바이칼스크로 바뀌어 오늘에 이른다.

## 만주횡단철도 구간
자바이칼스크 철도역은 만주횡단철도 노선으로 남쪽으로는 중국의 만저우리 시역이 북쪽으로는 보르자역이 위치한다.
|  |

## 같이 보기
- 카림스카야
- 시베리아 횡단철도